# Gelbfußtaube
Die Gelbfußtaube (Columba pallidiceps) ist eine Art der Taubenvögel, die zu den Feldtauben zählt. Sie gehört innerhalb dieser Gattung zu den großen Arten und ist etwa so groß wie die Weißwangentaube, aber kräftiger gebaut.  Das Verbreitungsgebiet der Gelbfußtaube ist der Norden Melanesiens.
Die Bestandssituation der Gelbfußtaube wird mit gefährdet (vulnerable) angegeben. Es werden keine Unterarten unterschieden.

## Erscheinungsbild

### Körperbau
Die Gelbfußtaube erreicht eine Körperlänge von bis zu 37 Zentimeter. Von der Körperlänge entfallen durchschnittlich 11,6 Zentimeter auf den Schwanz. Die Flügellänge beträgt durchschnittlich 239 Millimeter. Der Schnabel ist 24 Millimeter lang.  Gewogen wurde bislang nur ein einzelnes Männchen, das ein Gewicht von 439 Gramm hatte.  Der Geschlechtsdimorphismus ist gering.

### Adulte Männchen
Die Stirn bis zum Nacken ist blass silberweiß. Die versteiften Nackenfedern sind schwarz mit breiten, grünlich-violett irisierenden Säumen. Die übrige Körperoberseite ist schwarz und weist breite, metallisch grün glänzende Federsäume auf, die bei bestimmten Lichteinfall auch violett glänzen können. Die Oberschwanzdecken sind schwarzen und haben große metallisch grün glänzende Federspitzen. Die großen Flügeldecken dagegen haben kleine, metallisch violett glänzende Federspitzen.
Das Kinn, die Kehle und die Ohrdecken sind blass silberweiß. Die übrige Körperunterseite ist rußschwarz und hellt in Richtung Bürzel zu einem Dunkelgrau auf. Der Vorderhals und die Brust glänzen grün und violett. Der Bauch ist im Vergleich dazu etwas matter, hat aber ebenfalls metallisch schimmernde Federspitzen.  Die Iris ist gelb oder orange. Der Orbitalring ist rot. Die Wachshaut und die Schnabelbasis ist rot, die Schnabelspitze dagegen blassgelb. Die Füße und Beine sind dagegen gelb bis orangegelb.

### Adulte Weibchen
Die Weibchen sind ähnlich wie die Männchen gefiedert, der Kopf ist jedoch mattgrau und kann auf dem Hinterscheitel gefleckt sein.

### Jungvögel
Jungvögel haben im Unterschied zu den adulten Vögeln einen schwarzbraunen Kopf mit isabellfarbenen Federsäumen. Bei ihnen ist außerdem der irisierende Schimmer des Körpergefieders noch nicht so stark ausgeprägt.

## Verwechslungsmöglichkeiten
Es kommen im Verbreitungsgebiet der Gelbfußtaube mehrere Taubenarten vor, mit der sie verwechselt werden kann.
Die Weißwangentaube, die im gesamten Verbreitungsgebiet der Gelbfußtaube vorkommt, hat ebenfalls ein irisierendes Gefieder. Bei ihr ist der Scheitel braunviolett und kontrastiert stark mit der weißen Kehle, dem weißen Kinn und den weißen Ohrdecken. Die Braunrücken-Grünflügeltaube, die ebenfalls im gesamten Verbreitungsgebiet der Gelbfußtaube vorkommt, ist deutlich kleiner und hat ein dunkel rötlichbraunes Gefieder. Der irisierende Glanz ist auf die Flügel beschränkt. Die Rotscheiteltaube, die nur auf Neubritannien vorkommt, hat einen rotbraunen Scheitel und Hals sowie ein rotbraunes Brustband.

## Verbreitungsgebiet und Lebensraum
Die Gelbfußtaube kommt nur im Norden Melanesiens vor. Sie besiedelt hier Inseln des Bismarck-Archipels (Neubritannien, Neuirland und Duke-of-York-Inseln), Bougainville und einige Inseln der Salomonen. Der Lebensraum sind feuchte tropische Wälder und Waldränder. Über die Höhenverbreitung dieser Art liegen bislang nicht ausreichend Daten vor. Sie wird aber überwiegend in den Tiefebenen und in Höhenlagen bis zu 650 Meter beobachtet. Auf Guadalcanal wurde sie jedoch einmal auch auf 1300 Metern beobachtet.

## Lebensweise
Die Gelbfußtaube ist eine heimlich lebende Art, die in weiten Teilen ihres Verbreitungsgebietes außerdem selten ist. Sie ist daher bislang nur wenig erforscht.
Gelbfußtauben wurden bislang nur einzelgängerisch oder in kleinen Trupps mit drei Individuen beobachtet. Sie hält sich überwiegend im dichten Unterholz. Sie frisst überwiegend Früchte und Samen. Gibbs et al. vermuten auf Grund der kräftig gebauten Beine und Füße, dass sie den größten Teil ihrer Nahrung auf dem Waldboden findet. Darauf weisen auch Berichte hin, die von einem Auffliegen der Tauben vom Boden berichten. Sie ist vermutlich ein Standvogel, der vermutlich wie viele andere fruchtfressende Taubenarten innerhalb eines bestimmten Gebietes nomadisch umherstreift und nach fruchttragenden Bäumen sucht.
Über die Fortpflanzungsbiologie der Gelbfußtaube ist bislang nichts bekannt.